# Музей білоруського народного мистецтва
Музей білоруського народного мистецтва — філіал Національного мистецького музею Республікі Білорусь, розташований в Церкві Святого Матвія Апостола в Раубічах, Мінський район.
Ідея створення музею в зруйнованому Крестогорському храмі належала заступникові директора по науці Державного художнього музею БРСР І. М. Паньшиній і старшому науковому співробітнику відділу декоративно-прикладного мистецтва Т. І. Степіній. Концепцію реставрації та розміщення експозиції в культовій будівлі підтримала директор Державного мистецького музею А. Аладава. 
Спочатку храм було вирішено знести, оскільки втрати будівлі становили понад 80 %, але цьому завадило особисте втручання керівника БРСР П. М. Машерова.
Групу реставраторів очолила архітектор Л. В. Павлова. До основного об'єму будівлі з боку апсиди був добудований прямокутний в плані об'єм (арх. В. М. Аладов), де розмістилися додаткові виставкові площі та побутові приміщення.
Музей  в реконструйованій будівлі відкрився в 1979 році.

## Експозиція
|  |  |  |

Експозиція музею знайомить з традиційним народним мистецтвом білорусів XVI — початку XX ст. і з творами сучасних майстрів, які працюють в найпоширеніших видах народного мистецтва: ткацтві, гончарстві, різьбленні і розпису по дереву, плетінні з соломи і лози.
В експозиції представлені традиційні костюми кінця XIX — початку XX ст., рушники і декоративні тканини XX століття з різних регіонів Білорусі.
Поруч з традиційними предметами побуту експонуються й зразки високорозвиненого мистецтва плетіння з соломи — царські ворота кінця XVIII — початку XX століття, в яких використано кілька елементів плетіння, з яких складається химерний візерунок з зубчиків і квадратів різних розмірів. Оправою служить солома, що імітує золото, а шматочки кольорової тканини, що містяться в середині кожного квадрата, замінили дорогоцінні камені.
Представлені твори сільських майстрів з сіл Негневичі, Заболоття, Мяжевичі, які створили різьблені царські ворота і скульптури XVIII — початку XX століття. В них зберігаються загальні риси, знання пластичних властивостей матеріалу.
Сучасне мистецтво різьблення по дереву представлено роботами відомих в республіці самодіяльних різьбярів — А. Ф. Пупко, В. В. Альшевського, К. К. Казялко.
Гончарні вироби в колекції музею відносяться до XX століття. Горщики і макітри для приготування їжі, миски, глечики та глечики для молока, глечики і банки для зберігання продуктів, свистульки і глиняні іграшки прикрашені найпростішими способами: обварюванням, розписом по теракотовій поверхні, покриттям глазур'ю. Побутове гончарне начиння майже не має розпису.
Особливу групу пам'яток в експозиції складають вироби Івенецької фабрики, провідного центру художнього гончарства в Білорусі. У музеї представлені роботи одного з творців артілі — В. Ф. Куликівського, а також І. М. Мавчановича, М. М. Зверкова, А. В. Прокоповича, які відроджують забуте мистецтво виготовлення фігурних судин у вигляді баранів, ведмедів, зубрів.